# Campeonato Brasileiro de Futebol de 1967 (Taça Brasil)
O Campeonato Brasileiro de Futebol de 1967, originalmente denominado Taça Brasil pela CBD, foi a 11.ª edição do Campeonato Brasileiro e foi vencido pelo Palmeiras, conquistando assim o seu terceiro título de campeão brasileiro. Título este que é compartilhado oficialmente pela CBF com o próprio Palmeiras, que também venceu o Torneio Roberto Gomes Pedrosa de 1967. O clube sagrou-se campeão após vencer dois dos três jogos das finais contra o Náutico.
O jogo decisivo, que contou com o placar de 2 a 0 para a equipe paulista, foi disputado no Maracanã. Com o triunfo nesta edição, o alviverde paulista se sagrou tricampeão brasileiro, pois neste mesmo ano de 1967 conquistou também o Torneio Roberto Gomes Pedrosa, com o clube paulista já tendo vencido em 1960 a segunda edição da Taça Brasil. A conquista deste terceiro título nacional foi marcante para a consolidação da Primeira Academia de Futebol do Palmeiras como um dos melhores times da história.
Esta edição contou com a participação de vinte e um clubes. Devido o Cruzeiro ter classificado-se para a disputa desta edição por ser o então atual campeão brasileiro e, como a equipe também conquistou o Campeonato Mineiro de 1966, o Atlético Mineiro, vice-campeão mineiro, acabou ficando com a vaga destinada ao clube campeão do Estado de Minas Gerais. O Palmeiras, ao lado do vice-campeão Náutico, foram os dois representantes brasileiros na Taça Libertadores de 1968.
Apesar de sua importância, e de seu vencedor ser considerado o campeão brasileiro já na época de sua disputa, somente em 2010 que o torneio foi reconhecido oficialmente pela CBF como um dos dois Campeonatos Brasileiros de Futebol de 1967.

## História

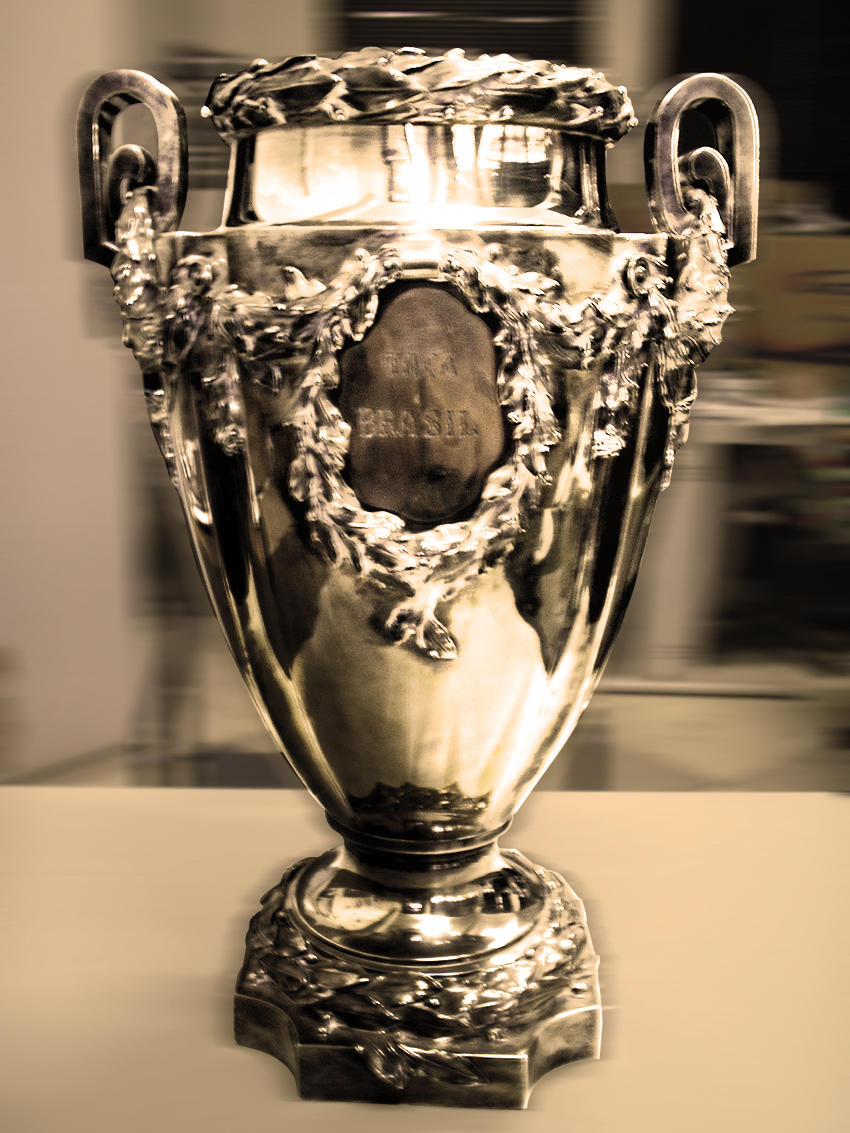
Troféu do Campeonato Brasileiro de Futebol de 1967 (Taça Brasil).

A Taça Brasil foi a primeira competição nacional de clubes de futebol do Brasil a dar ao seu vencedor o título de campeão brasileiro (já na época de sua disputa, o vencedor da Taça Brasil era considerado o campeão brasileiro). Apesar do certame ter sido instituído em 1954 pela CBD (Confederação Brasileira de Desportos, atual CBF), com a finalidade de apontar o clube campeão brasileiro da temporada e, ter seu regulamento definido no ano seguinte, a primeira edição da competição não pôde ser disputada em 1955, como o planejado, devido o calendário do futebol brasileiro de 1955 a 1958 já está aprovado e não podendo sofrer alterações por causa da Copa do Mundo de 1958. Sendo assim, ficou definido naquela época para a Taça Brasil começar somente em 1959. Porém, como ainda havia limitação de data, restrições econômicas e dificuldades para viagens interestaduais devido a precariedade da infraestrutura do país na época, a competição foi montada do modo mais econômico possível. Sendo assim, participavam apenas os campeões estaduais, além de seu campeão do ano anterior, que se enfrentavam em um grande sistema eliminatório.
A décima edição do Campeonato Brasileiro de Futebol, foi realizada em 1967 e contou com a participação de vinte e um clubes, que se enfrentaram em sistema eliminatório de ida e volta. O Cruzeiro (campeão brasileiro de 1966) e o Palmeiras (campeão paulista de 1966), por ser considerados as equipes mais fortes, tornando-se algo merecedor para as circunstâncias da época, entraram diretamente na semifinal da competição.
A CBD, organizadora do certame, decidiu que o campeão paulista do ano anterior iria entrar diretamente na semifinal. Com isso, o Palmeiras, por ter vencido o disputado Campeonato Paulista de 1966, entrou diretamente na reta final da competição. Porém, o clube enfrentou grandes dificuldades para conquistar novamente o título nacional. O primeiro jogo foi contra o Grêmio, que tinha um elenco extremamente forte e era pentacampeão gaúcho na época. A equipe gaúcha havia ficado na primeira colocação em uma chave que também contou com a participação da Ferroviário do Paraná e do Perdigão Santa Catarina, o Grêmio recebeu o Palmeiras e venceu a equipe paulista por 2 a 1 no Estádio Olímpico; Alcino e Joãozinho marcaram para os donos da casa, enquanto que Áureo, marcando um gol contra, foi o autor do tento palmeirense. Mas, contando com um inspirado César Maluco e com toda a força de seu torcedor, o time palestrino, respondeu com uma vitória de 3 a 1 no Estádio do Pacaembu, forçando um jogo desempate, novamente vencido pelo Alviverde, que com um placar de 2 a 1, avançou à fase final da competição.
Na final, encarou seu algoz no Campeonato Brasileiro de 1966, quando foi eliminado pelo mesmo Náutico nas quartas de final. O então pentacampeão pernambucano passava por uma das melhores fases de sua história, eliminou o América de Sergipe na terceira fase, o Atlético Mineiro nas quartas de final e na semifinal passou pelo campeão da edição de 1966, o Cruzeiro. No primeiro jogo, César, Zequinha e Lula surpreenderam os nordestinos e garantiram a vitória para o Palmeiras em plena Ilha do Retiro, no entanto, na partida de volta foi a vez de Fraga e Ladeira garantirem um 2 a 1 para o Náutico; Baldocchi descontou. Com a vitória, o clube pernambucano forçou um jogo desempate, para ser disputado dois dias depois, já às vésperas do Ano-Novo. O último e decisivo jogo foi marcado para ocorrer no Maracanã, em 29 de dezembro, e assim como no Mundial Interclubes de 1951, a equipe alviverde saiu da capital carioca com o título, após César Maluco e Ademir da Guia garantirem o triunfo palmeirense por 2 a 0. Com a conquista do terceiro título brasileiro do Palmeiras, veio a consagração da Academia de Futebol no cenário nacional. E também com a conquista da competição o Palmeiras assegurou uma vaga para disputar a Taça Libertadores da América de 1968, juntamente com o Náutico.

## Participantes
| Equipe             | Cidade                | Estado | Classificação                     | Participações                         | Título(s)           |
| ------------------ | --------------------- | ------ | --------------------------------- | ------------------------------------- | ------------------- |
| ABC                | Natal                 | RN     | Campeão potiguar de 1966          | 6 (1959 - 1963, 1966)                 | 0 (não possui)      |
| América de Propriá | Propriá               | SE     | Campeão sergipano de 1966         | 0                                     | 0 (não possui)      |
| América-CE         | Fortaleza             | CE     | Campeão cearense de 1966          | 0                                     | 0 (não possui)      |
| Atlético Mineiro   | Belo Horizonte        | MG     | Vice-campeão mineiro de 1966      | 5 (1937, 1959, 1963, 1964, 1967[RGP]) | 1 (1937)            |
| Botafogo           | Rio de Janeiro        | GB     | Campeão da Taça Guanabara de 1967 | 3 (1962, 1963, 1967[RGP])             | 0 (não possui)      |
| Cruzeiro           | Belo Horizonte        | MG     | Campeão brasileiro de 1966        | 5 (1960 - 1962, 1966, 1967[RGP])      | 1 (1966)            |
| CSA                | Maceió                | AL     | Campeão alagoano de 1966          | 4 (1960, 1961, 1964, 1966)            | 0 (não possui)      |
| Ferroviário        | Curitiba              | PR     | Campeão paranaense de 1966        | 2 (1966, 1967[RGP])                   | 0 (não possui)      |
| Goiás              | Goiânia               | GO     | Campeão goiano de 1966            | 0                                     | 0 (não possui)      |
| Goytacaz           | Campos dos Goytacazes | RJ     | Campeão fluminense de 1966        | 1 (1964)                              | 0 (não possui)      |
| Grêmio             | Porto Alegre          | RS     | Campeão gaúcho de 1966            | 8 (1959 - 1961, 1963 - 1967[RGP])     | 0 (não possui)      |
| Leônico            | Simões Filho          | BA     | Campeão baiano de 1966            | 0                                     | 0 (não possui)      |
| Moto Club          | São Luís              | MA     | Campeão maranhense de 1966        | 2 (1960, 1961)                        | 0 (não possui)      |
| Náutico            | Recife                | PE     | Campeão pernambucano de 1966      | 4 (1961, 1964 - 1966)                 | 0 (não possui)      |
| Palmeiras          | São Paulo             | SP     | Campeão paulista de 1966          | 6 (1960, 1961, 1964 - 1967[RGP])      | 2 (1960, 1967[RGP]) |
| Paysandu           | Belém                 | PA     | Campeão paraense de 1966          | 5 (1960, 1962 - 1964, 1966)           | 0 (não possui)      |
| Perdigão           | Videira               | SC     | Campeão catarinense de 1966       | 0                                     | 0 (não possui)      |
| Piauí              | Teresina              | PI     | Campeão piauiense de 1966         | 0                                     | 0 (não possui)      |
| Rabello            | Brasília              | DF     | Campeão brasiliense de 1966       | 1 (1966)                              | 0 (não possui)      |
| Rio Branco-ES      | Vitória               | ES     | Campeão capixaba de 1966          | 5 (1937, 1959, 1960, 1963, 1964)      | 0 (não possui)      |
| Treze              | Campina Grande        | PB     | Campeão paraibano de 1966         | 0                                     | 0 (não possui)      |

Notas
- RGP. ^ Em 1967, foram realizados dois Campeonatos Brasileiros. Esta colocação refere-se ao torneio denominado na época de Torneio Roberto Gomes Pedrosa.

## Características
Algumas equipes consideradas mais fortes entraram diretamente nas fases mais importantes da competição, caso do Cruzeiro, que entrou diretamente na semifinal, por ter sido o campeão da edição de 1966. O mesmo aconteceu com o Palmeiras também entrou diretamente nas semifinais, pois era o campeão paulista de 1966. O Grêmio, campeão gaúcho de 1966, o Botafogo, campeão da Taça Guanabara de 1967; o Atlético Mineiro, e o vice-campeão Náutico foram se incorporando nas fases mais decisivas do certame.

## Primeira fase

### Grupo Nordeste
| Pos | Equipes            | Pts | J | V | E | D | GP | GC | SG |
| --- | ------------------ | --- | - | - | - | - | -- | -- | -- |
| 1   | Treze              | 9   | 6 | 3 | 3 | 0 | 11 | 6  | +5 |
| 2   | CSA                | 7   | 6 | 2 | 3 | 1 | 11 | 9  | +2 |
| 3   | América de Propriá | 4   | 6 | 1 | 2 | 3 | 8  | 10 | -2 |
| 4   | ABC                | 4   | 6 | 1 | 2 | 3 | 7  | 12 | -5 |

### Grupo Norte
| Pos | Equipes   | Pts | J | V | E | D | GP | GC | SG |
| --- | --------- | --- | - | - | - | - | -- | -- | -- |
| 1   | Paysandu  | 6   | 4 | 3 | 0 | 1 | 9  | 7  | +2 |
| 2   | Piauí     | 3   | 4 | 1 | 1 | 2 | 4  | 4  | 0  |
| 3   | Moto Club | 3   | 4 | 1 | 1 | 2 | 4  | 6  | -2 |

### Grupo Centro
| Pos | Equipes       | Pts | J | V | E | D | GP | GC | SG |
| --- | ------------- | --- | - | - | - | - | -- | -- | -- |
| 1   | Goytacaz      | 8   | 6 | 3 | 2 | 1 | 10 | 8  | +2 |
| 2   | Rio Branco-ES | 7   | 6 | 3 | 1 | 2 | 8  | 3  | +5 |
| 3   | Goiás         | 5   | 6 | 1 | 3 | 2 | 4  | 7  | -3 |
| 4   | Rabello       | 4   | 6 | 2 | 0 | 4 | 6  | 10 | -4 |

### Grupo Sul
| Pos | Equipes        | Pts | J | V | E | D | GP | GC | SG  |
| --- | -------------- | --- | - | - | - | - | -- | -- | --- |
| 1   | Grêmio         | 6   | 4 | 2 | 2 | 0 | 12 | 2  | +10 |
| 2   | Ferroviário-PR | 5   | 4 | 2 | 1 | 1 | 6  | 6  | 0   |
| 3   | Perdigão       | 1   | 4 | 0 | 1 | 3 | 6  | 16 | -10 |

## Segunda fase

### Zona Norte-Nordeste
|  | Quartas de final | Quartas de final | Quartas de final | Quartas de final |       |            | Semifinais | Semifinais | Semifinais |  |            | Final | Final | Final |
|  |                  |                  |                  |                  |       |            |            |            |            |  |            |       |       |       |
|  | 1                | América-CE       | 1                | 1                |       |            |            |            |            |  |            |       |       |       |
|  | 8                | Paysandu         | 0                | 0                |       |            |            |            |            |  |            |       |       |       |
|  | 8                | Paysandu         | 0                | 0                |       | América-CE | 2          | 1          |            |  |            |       |       |       |
|  |                  |                  |                  |                  |       | América-CE | 2          | 1          |            |  |            |       |       |       |
|  |                  | Treze            | 0                | 1                |       |            |            |            |            |  |            |       |       |       |
|  | 4                | Treze            | 0                | 1                | Treze | 2          | 1          |            |            |  |            |       |       |       |
|  | 4                |                  |                  |                  | Treze | 2          | 1          |            |            |  |            |       |       |       |
|  | 5                | Leônico-BA       | 1                | 0                |       |            |            |            |            |  |            |       |       |       |
|  | 5                | Leônico-BA       | 1                | 0                |       |            |            |            |            |  | América-CE | 0     | 0     |       |
|  |                  |                  |                  |                  |       |            |            |            |            |  | América-CE | 0     | 0     |       |
|  |                  | Náutico          | 1                | 1                |       |            |            |            |            |  |            |       |       |       |
|  | 3                | Náutico          | 1                | 1                |       | -          | -          |            |            |  |            |       |       |       |
|  | 3                |                  |                  |                  |       | -          | -          |            |            |  |            |       |       |       |
|  | 6                |                  | -                | -                |       |            |            |            |            |  |            |       |       |       |
|  | 6                |                  | -                | -                |       | -          | -          |            |            |  |            |       |       |       |
|  |                  |                  |                  |                  |       | -          | -          |            |            |  |            |       |       |       |
|  |                  |                  | -                | -                |       |            |            |            |            |  |            |       |       |       |
|  | 2                |                  | -                | -                | -     | -          |            |            |            |  |            |       |       |       |
|  | 2                |                  |                  |                  | -     | -          |            |            |            |  |            |       |       |       |
|  | 7                |                  | -                | -                |       |            |            |            |            |  |            |       |       |       |
|  | 7                |                  |                  |                  |       |            |            |            |            |  |            |       |       |       |

### Zona Centro-Sul
|  | Quartas de final | Quartas de final | Quartas de final | Quartas de final | Quartas de final |   |                  | Semifinais | Semifinais | Semifinais | Semifinais |  |  | Final | Final | Final | Final | Final | Final | Final | Final | Final | Final |
|  |                  |                  |                  |                  |                  |   |                  |            |            |            |            |  |  |       |       |       |       |       |       |       |       |       |       |
|  | 1                |                  |                  |                  |                  |   |                  |            |            |            |            |  |  |       |       |       |       |       |       |       |       |       |       |
|  | 8                |                  |                  |                  |                  |   |                  |            |            |            |            |  |  |       |       |       |       |       |       |       |       |       |       |
|  |                  | Atlético Mineiro | 2                | 5                |                  |   |                  |            |            |            |            |  |  |       |       |       |       |       |       |       |       |       |       |
|  |                  |                  |                  |                  |                  |   |                  |            |            |            |            |  |  |       |       |       |       |       |       |       |       |       |       |
|  |                  | Goytacaz         | 1                | 1                |                  |   |                  |            |            |            |            |  |  |       |       |       |       |       |       |       |       |       |       |
|  | 4                | Goytacaz         | 1                | 1                |                  |   |                  |            |            |            |            |  |  |       |       |       |       |       |       |       |       |       |       |
|  |                  |                  |                  |                  |                  |   |                  |            |            |            |            |  |  |       |       |       |       |       |       |       |       |       |       |
|  | 5                |                  |                  |                  |                  |   |                  |            |            |            |            |  |  |       |       |       |       |       |       |       |       |       |       |
|  |                  |                  |                  |                  |                  |   | Atlético Mineiro | 2          | 1          | 1          |            |  |  |       |       |       |       |       |       |       |       |       |       |
|  |                  |                  |                  |                  |                  |   |                  |            |            |            |            |  |  |       |       |       |       |       |       |       |       |       |       |
|  |                  | Botafogo         | 3                | 0                | 1                |   |                  |            |            |            |            |  |  |       |       |       |       |       |       |       |       |       |       |
|  | 3                | Botafogo         | 3                | 0                | 1                |   | -                | -          |            |            |            |  |  |       |       |       |       |       |       |       |       |       |       |
|  | 3                |                  |                  |                  |                  |   | -                | -          |            |            |            |  |  |       |       |       |       |       |       |       |       |       |       |
|  | 6                |                  | -                | -                |                  |   |                  |            |            |            |            |  |  |       |       |       |       |       |       |       |       |       |       |
|  | 6                |                  | -                | -                |                  | - | -                |            |            |            |            |  |  |       |       |       |       |       |       |       |       |       |       |
|  |                  |                  |                  |                  |                  |   | -                |            |            |            |            |  |  |       |       |       |       |       |       |       |       |       |       |
|  |                  |                  | -                | -                |                  |   |                  |            |            |            |            |  |  |       |       |       |       |       |       |       |       |       |       |
|  | 2                |                  | -                | -                | -                | - |                  |            |            |            |            |  |  |       |       |       |       |       |       |       |       |       |       |
|  | 2                |                  |                  |                  | -                | - |                  |            |            |            |            |  |  |       |       |       |       |       |       |       |       |       |       |
|  | 7                |                  | -                | -                |                  |   |                  |            |            |            |            |  |  |       |       |       |       |       |       |       |       |       |       |
|  | 7                |                  |                  |                  |                  |   |                  |            |            |            |            |  |  |       |       |       |       |       |       |       |       |       |       |

Atlético-MG classificado no cara ou coroa.

## Fase final
|  | Quartas de final | Quartas de final | Quartas de final | Quartas de final | Quartas de final |                  |           | Semifinais | Semifinais | Semifinais | Semifinais |  |  | Final | Final | Final | Final | Final | Final | Final | Final | Final | Final |
|  |                  |                  |                  |                  |                  |                  |           |            |            |            |            |  |  |       |       |       |       |       |       |       |       |       |       |
|  | 1                |                  |                  |                  |                  |                  |           |            |            |            |            |  |  |       |       |       |       |       |       |       |       |       |       |
|  | 8                |                  |                  |                  |                  |                  |           |            |            |            |            |  |  |       |       |       |       |       |       |       |       |       |       |
|  |                  | Grêmio           | 2                | 1                | 1                |                  |           |            |            |            |            |  |  |       |       |       |       |       |       |       |       |       |       |
|  |                  |                  |                  |                  |                  |                  |           |            |            |            |            |  |  |       |       |       |       |       |       |       |       |       |       |
|  |                  | Palmeiras        | 1                | 3                | 2                |                  |           |            |            |            |            |  |  |       |       |       |       |       |       |       |       |       |       |
|  | 4                | Palmeiras        | 1                | 3                | 2                |                  |           |            |            |            |            |  |  |       |       |       |       |       |       |       |       |       |       |
|  |                  |                  |                  |                  |                  |                  |           |            |            |            |            |  |  |       |       |       |       |       |       |       |       |       |       |
|  | 5                |                  |                  |                  |                  |                  |           |            |            |            |            |  |  |       |       |       |       |       |       |       |       |       |       |
|  |                  |                  |                  |                  |                  |                  | Palmeiras | 3          | 1          | 2          |            |  |  |       |       |       |       |       |       |       |       |       |       |
|  |                  |                  |                  |                  |                  |                  |           |            |            |            |            |  |  |       |       |       |       |       |       |       |       |       |       |
|  |                  | Náutico          | 1                | 2                | 0                |                  |           |            |            |            |            |  |  |       |       |       |       |       |       |       |       |       |       |
|  | 3                | Náutico          | 1                | 2                | 0                | Atlético Mineiro | 0         | 2          | 2          |            |            |  |  |       |       |       |       |       |       |       |       |       |       |
|  | 3                |                  |                  |                  |                  | Atlético Mineiro | 0         | 2          | 2          |            |            |  |  |       |       |       |       |       |       |       |       |       |       |
|  | 6                | Náutico          | 3                | 0                | 2                |                  |           |            |            |            |            |  |  |       |       |       |       |       |       |       |       |       |       |
|  | 6                | Náutico          | 3                | 0                | 2                |                  | Cruzeiro  | 2          | 0          | 0          |            |  |  |       |       |       |       |       |       |       |       |       |       |
|  |                  |                  |                  |                  |                  |                  | Cruzeiro  | 2          | 0          | 0          |            |  |  |       |       |       |       |       |       |       |       |       |       |
|  |                  | Náutico          | 1                | 3                | 0                |                  |           |            |            |            |            |  |  |       |       |       |       |       |       |       |       |       |       |
|  | 2                | Náutico          | 1                | 3                | 0                |                  | -         | -          |            |            |            |  |  |       |       |       |       |       |       |       |       |       |       |
|  | 2                |                  |                  |                  |                  |                  | -         | -          |            |            |            |  |  |       |       |       |       |       |       |       |       |       |       |
|  | 7                |                  | -                | -                |                  |                  |           |            |            |            |            |  |  |       |       |       |       |       |       |       |       |       |       |
|  | 7                |                  |                  |                  |                  |                  |           |            |            |            |            |  |  |       |       |       |       |       |       |       |       |       |       |

## Finais
1° jogo
| 20 de dezembro de 1967 | Náutico  | 1 – 3 | Palmeiras                                  | Ilha do Retiro, Recife (PE)                   |
|                        | Nino 17' |       | 23' César Maluco · 37' Zequinha · 46' Lula | Público: 23,335 Árbitro: Arnaldo Cezar Coelho |

|  | Náutico | Palmeiras |

| NÁUTICO:      |  |             |  |     |
|               |  |             |  |     |
| G             |  | Lula        |  |     |
| LD            |  | Fernando    |  |     |
| Z             |  | Mauro       |  |     |
| Z             |  | Fraga       |  |     |
| LE            |  | Clóvis      |  |     |
| M             |  | Salomão     |  | 43' |
| M             |  | Ivan        |  |     |
| A             |  | Miruca      |  |     |
| A             |  | Ladeira     |  |     |
| A             |  | Nino        |  |     |
| A             |  | Lala        |  |     |
| Substituição: |  |             |  |     |
| A             |  | Paulo Choco |  | 43' |
| Treinador:    |  |             |  |     |
| Duque         |  |             |  |     |

| PALMEIRAS:       |  |                 |
|                  |  |                 |
| G                |  | Pérez           |
| LD               |  | Geraldo Scalera |
| Z                |  | Baldocchi       |
| Z                |  | Minuca          |
| LE               |  | Ferrari         |
| M                |  | Dudu (C)        |
| M                |  | Zequinha        |
| M                |  | Ademir da Guia  |
| A                |  | César Maluco    |
| A                |  | Tupãzinho       |
| A                |  | Lula            |
| Treinador:       |  |                 |
| Mário Travaglini |  |                 |

2° jogo
| 27 de dezembro de 1967 | Palmeiras     | 1 – 2 | Náutico                | Pacaembu, São Paulo (SP)                      |
|                        | Tupãzinho 81' |       | 17' Ladeira · 43' Nino | Público: 28,000 Árbitro: Arnaldo Cezar Coelho |

|  | Palmeiras | Náutico |

| PALMEIRAS:       |  |                 |                                   |     |
|                  |  |                 |                                   |     |
| G                |  | Pérez           |                                   |     |
| LD               |  | Geraldo Scalera |                                   |     |
| Z                |  | Baldocchi       | Penalizado · Penalizado · Expulso |     |
| Z                |  | Minuca          |                                   |     |
| LE               |  | Ferrari         |                                   |     |
| M                |  | Dudu (C)        |                                   |     |
| M                |  | Zequinha        |                                   |     |
| A                |  | César Maluco    |                                   |     |
| A                |  | Servílio        | Penalizado · Penalizado · Expulso |     |
| A                |  | Tupãzinho       |                                   |     |
| A                |  | Lula            |                                   | 42' |
| Substituição:    |  |                 |                                   |     |
| M                |  | Ademir da Guia  |                                   | 42' |
| Treinador:       |  |                 |                                   |     |
| Mário Travaglini |  |                 |                                   |     |

| NÁUTICO:      |  |                |                                   |     |
|               |  |                |                                   |     |
| G             |  | Lula           |                                   | 67' |
| LD            |  | Gena           |                                   |     |
| Z             |  | Mauro          |                                   |     |
| Z             |  | Fraga          | Penalizado · Penalizado · Expulso |     |
| LE            |  | Clóvis         |                                   |     |
| M             |  | Rafael         |                                   |     |
| M             |  | Ivan           |                                   |     |
| A             |  | Miruca         |                                   |     |
| A             |  | Ladeira        | Penalizado · Penalizado · Expulso |     |
| A             |  | Nino           |                                   |     |
| A             |  | Lala           |                                   | 33' |
| Substituição: |  |                |                                   |     |
| Z             |  | Limeira        |                                   | 33' |
| G             |  | Valter Serafim |                                   | 67' |
| Treinador:    |  |                |                                   |     |
| Duque         |  |                |                                   |     |

Jogo de desempate
| 29 de dezembro de 1967 | Palmeiras                            | 2 – 0 | Náutico | Maracanã, Rio de Janeiro (RJ)            |
|                        | César Maluco 7' · Ademir da Guia 79' |       |         | Público: 16,577 Árbitro: Armando Marques |

|  | Palmeiras | Náutico |

| PALMEIRAS:       |  |                 |
|                  |  |                 |
| G                |  | Pérez           |
| LD               |  | Geraldo Scalera |
| Z                |  | Baldocchi       |
| Z                |  | Minuca          |
| LE               |  | Ferrari         |
| M                |  | Dudu (C)        |
| M                |  | Zequinha        |
| M                |  | Ademir da Guia  |
| A                |  | César Maluco    |
| A                |  | Tupãzinho       |
| A                |  | Lula            |
| Treinador:       |  |                 |
| Mário Travaglini |  |                 |

| NÁUTICO:      |  |                |  |     |
|               |  |                |  |     |
| G             |  | Valter Serafim |  |     |
| LD            |  | Gena           |  |     |
| Z             |  | Mauro          |  |     |
| Z             |  | Fraga          |  |     |
| LE            |  | Clóvis         |  |     |
| M             |  | Rafael         |  |     |
| M             |  | Ivan           |  |     |
| A             |  | Miruca         |  |     |
| A             |  | Ladeira        |  | 43' |
| A             |  | Nino           |  |     |
| A             |  | Lala           |  |     |
| Substituição: |  |                |  |     |
| A             |  | Paulo Choco    |  | 43' |
| Treinador:    |  |                |  |     |
| Duque         |  |                |  |     |

## Premiação
| Campeonato Brasileiro de 1967 (Taça Brasil) |
| ------------------------------------------- |
| Sociedade Esportiva Palmeiras (3º título)   |

## Artilheiros
1. Chicletes (Treze), 9 gols
2. Alcindo (Grêmio), 6 gols

## Classificação final
| Pos | Equipes            | Pts | J  | V | E | D | GP | GC | SG  | Classificação                                 |
| --- | ------------------ | --- | -- | - | - | - | -- | -- | --- | --------------------------------------------- |
| 1   | Palmeiras          | 8   | 6  | 4 | 0 | 2 | 12 | 7  | +5  | Campeão e classificado à Libertadores de 1968 |
| 2   | Náutico            | 12  | 11 | 5 | 2 | 4 | 14 | 12 | +2  | Vice e classificado à Libertadores de 1968    |
| 3   | Grêmio             | 8   | 7  | 3 | 2 | 2 | 16 | 8  | +8  | Semifinais                                    |
| 4   | Cruzeiro           | 3   | 3  | 1 | 1 | 1 | 2  | 4  | -2  | Semifinais                                    |
| 5   | Atlético Mineiro   | 10  | 8  | 4 | 2 | 2 | 14 | 10 | +4  | Quartas de Final                              |
| 6   | América-CE         | 7   | 6  | 3 | 1 | 2 | 5  | 3  | +2  | Finais de Zona                                |
| 7   | Botafogo           | 3   | 3  | 1 | 1 | 1 | 3  | 3  | 0   | Finais de Zona                                |
| 8   | Treze              | 14  | 10 | 5 | 4 | 1 | 15 | 10 | +5  | Semifinais de Zona                            |
| 9   | Goytacaz           | 8   | 8  | 3 | 2 | 3 | 12 | 15 | -3  | Semifinais de Zona                            |
| 10  | Paysandu           | 6   | 6  | 3 | 0 | 3 | 9  | 9  | 0   | Quartas de Final de Zona                      |
| 11  | Leônico-BA         | 0   | 2  | 0 | 0 | 2 | 1  | 3  | -2  | Quartas de Final de Zona                      |
| 12  | Rio Branco-ES      | 7   | 6  | 3 | 1 | 2 | 8  | 3  | +5  | Fase de Grupos                                |
| 13  | CSA                | 7   | 6  | 2 | 3 | 1 | 11 | 9  | +2  | Fase de Grupos                                |
| 14  | Ferroviário-PR     | 5   | 4  | 2 | 1 | 1 | 6  | 6  | 0   | Fase de Grupos                                |
| 15  | Goiás              | 5   | 6  | 1 | 3 | 2 | 4  | 7  | -3  | Fase de Grupos                                |
| 16  | América de Propriá | 4   | 6  | 1 | 2 | 3 | 8  | 10 | -2  | Fase de Grupos                                |
| 17  | Rabello            | 4   | 6  | 2 | 0 | 4 | 6  | 10 | -4  | Fase de Grupos                                |
| 18  | ABC                | 4   | 6  | 1 | 2 | 3 | 7  | 12 | -5  | Fase de Grupos                                |
| 19  | Piauí              | 3   | 4  | 1 | 1 | 2 | 4  | 4  | 0   | Fase de Grupos                                |
| 20  | Moto Club          | 3   | 4  | 1 | 1 | 2 | 4  | 6  | -2  | Fase de Grupos                                |
| 21  | Perdigão           | 1   | 4  | 0 | 1 | 3 | 6  | 16 | -10 | Fase de Grupos                                |